# Vyana

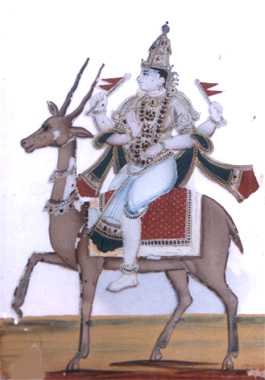
Vayu
Hoofdgod van de Wind

Vyana is een van de vijf windgoden van de vooraanstaande God van de Wind, Vayu. De andere vier zijn: Prana, Apana, Udana en Samana.
Binnen yoga is Vyana een van de vijf vitale levensstromen, met een verwijzing naar dezelfde goden uit de hindoeïstische mythologie. Prana wordt ook als gelijkstelling van Vayu gebruikt, waarbij het alle vijf stromen samen vertegenwoordigt. Van deze stromen wordt geloofd dat ze worden opgewekt door het lichaam en alle biologische processen beheersen.
Vyana verzorgt de beheersing en doordringing van energie door het gehele lichaam heen. Vyana zou het lichaam in staat stellen zich uit te zetten en in te krimpen, zoals dat bijvoorbeeld bij spierbewegingen het geval is.